# انجیل رسولان
انجیل رسولان یکی از قدیمی‌ترین انجیل‌های دنیاست که در کتابخانه مرکزی تبریز نگهداری می‌شود و در سال ۱۳۹۰ در فهرست ملی حافظه جهانی ثبت شد. محتوای این کتاب به انجیل اصلی بسیار نزدیک است. انجیل رسولان ۱۲۰۰ سال قبل به زبان آشوری روی پوست ماهی نوشته شده‌است و حدود ۸۰۰ سال پیش، داوید بن ملک شاه آن را مرمت کرده‌است.